# Меняющийся музей в меняющемся мире
«Меняющийся музей в меняющемся мире» — конкурс музейных проектов, проводившийся Благотворительным фондом В. Потанина при поддержке Министерства культуры Российской Федерации; оперативное управление осуществлялось Ассоциацией менеджеров культуры (АМК). Впервые конкурс был проведен в 2003—2004 годах, в 2017 году ему на смену пришла программа «Музей 4.0». Согласно регламенту, победители выбираются в нескольких номинациях — всего не более двадцати проектов в год; грантовый фонд конкурса составлял более 15 миллионов рублей. После реализации проекта, экспертная комиссия подводит итоги и награждала авторов лучших из них — каждый год на конкурс поступало от 3 до 5 сотен заявок из регионов России.

## Цели и задачи конкурса
Конкурс ставил себе целью «создание условий для реализации потенциала активных и творческих музейных специалистов, содействие профессиональному росту и консолидации музейного сообщества, адаптация музеев и музейной сферы в целом к меняющимся условиям социально-экономической и культурной жизни, поддержка и продвижение лучших образцов музейной практики в России».
Конкурс является площадкой не столько конкуренции за гранты, сколько общения музейных специалистов с коллегами из самых далеких городов и сел. В этом ключевую роль играет обучающий семинар для финалистов, на котором встречаются люди, которые никогда бы не встретились друг с другом, если бы не участие в конкурсе. Здесь, на семинаре, рождаются самые смелые замыслы проектов, обогащенных опытом коллег, здесь завязываются ниточки будущего партнерства, объединяющего регионы нашей страны — такие разные и удаленные друг от друга.Наталия Толстая, руководитель программ Благотворительного фонда В. Потанина, 2012

## Номинации
- Музей и технологии туризма (в 2003—2004 — Музей и туризм)
- Музейные образовательные программы (в 2004—2011 — Музей и новые образовательные программы)
- Технологии музейной экспозиции (с 2004)
- Музейные исследования (с 2004)
- Авторская номинация (с 2007)

Номинации прошлых лет:
- Социально-ориентированные проекты (2006—2011, в 2003—2005 — Социальные сервисы для людей с ограниченными возможностями)
- Партнерские музейные проекты (2005—2011)
- Новые образовательные программы (2003—2004, 2005—2006)
- Совместные музейные программы (2003—2004)
- Управленческие инновации (2003—2004)
- Партнерские проекты (2004—2007)
- Новые формы музейной экспозиции (2004—2006)
- Военная тема в музеях (2004—2005)

## Победители конкурса
За восемь лет работы программы грантовую поддержку получили 137 музейных проектов. Среди них:
1. ГМПЗ "Музей-усадьба «Ясная поляна» (Тульская обл., д. Ясная Поляна)
2. Государственная Третьяковская галерея (г. Москва)
3. Археологический музей-заповедник «Танаис» (Ростовская обл.)
4. Архангельский областной краеведческий музей (г. Архангельск)
5. Государственный Русский музей (г. Санкт-Петербург)
6. ГУ Российский государственный архив литературы и искусства (г. Москва)
7. Екатеринбургский филиал Государственного центра современного искусства (ЕФГЦСИ) (г. Екатеринбург)
8. Историко-культурный музей-заповедник Удмуртской Республики «Иднакар» (Удмуртская респ., г. Глазов)
9. Музейно-выставочный центр «Находка» (г. Находка)
10. Национальный музей Республики Татарстан (Казань)
11. Некоммерческое музейное партнерство содействия сохранению и использованию культурного и природного наследия «Сибирский тракт» (г. Ижевск)
12. НП «Никола-Ленивецкие промыслы» (Калужская обл., Никола-Ленивец)
13. Самарский областной историко-краеведческий музей им. Алабина (г. Самара)
14. Саратовский государственный художественный музей имени А. Н. Радищева (г. Саратов)
15. Фонд поддержки социально-культурных программ «В поисках гармонии», Государственное учреждение историко-культурный и природный музей-заповедник «Томская Писаница» (г. Санкт-Петербург, г. Кемерово)
16. Переславский железнодорожный музей (Ярославская обл., г. Переславль-Залесский)
17. Государственный центр современного искусства (г. Москва)
18. Музей-усадьба «Мураново» имени Ф. И. Тютчева (Московская обл., с. Мураново)
19. Государственный историко-культурный музей-заповедник «Московский Кремль» (г. Москва)
20. Государственный музей-заповедник М. А. Шолохова (Ростовская обл., станица Вёшенская)
21. Государственный исторический музей (г. Москва)
22. Красноярский краевой краеведческий музей (г. Красноярск)
23. Литературно-художественный музей Марины и Анастасии Цветаевых (Владимирская обл., г. Александров)
24. Коломенский центр развития познавательного туризма «Город-музей» (г. Коломна)

Полный список победителей — на сайте конкурса.